# Lepturgantes prolatus
Lepturgantes prolatus är en skalbaggsart som beskrevs av Monné M. A. och Monné M. L. 2008. Lepturgantes prolatus ingår i släktet Lepturgantes och familjen långhorningar. Inga underarter finns listade i Catalogue of Life.